# Agrothereutes thoracicus
Agrothereutes thoracicus là một loài tò vò trong họ Ichneumonidae.